# 壬生川火力発電所
壬生川火力発電所（にゅうがわかりょくはつでんしょ）は、愛媛県西条市にある、住友共同電力が管理運営する火力発電所。

## 概要
1975年に住友グループ工場への電力供給を主目的に建設されたが、主要供給先であるアルミ精錬工場が経済情勢の悪化により停止したため、当発電所も長期にわたって停止予備力となっていた。
その後、2003年には使用燃料を重油から石炭に転換する工事を実施。また、環境対策として木質バイオマスの混焼も行っている。

## 発電設備
1号機
定格出力：25万kW
使用燃料：石炭、重油、木質バイオマス
営業運転開始：1975年3月